# Privlaka (Vukovar-Syrmie)
Pour les articles homonymes, voir Privlaka.
Privlaka est un village et une municipalité située en Slavonie, dans le comitat de Vukovar-Syrmie, en Croatie. Au recensement de 2001, la municipalité comptait 3 776 habitants, dont 98,68 % de Croates et le village seul comptait également 3 776 habitants.

## Localités
La municipalité de Privlaka ne compte qu'une seule localité, le village éponyme de Privlaka.